# 車椅子

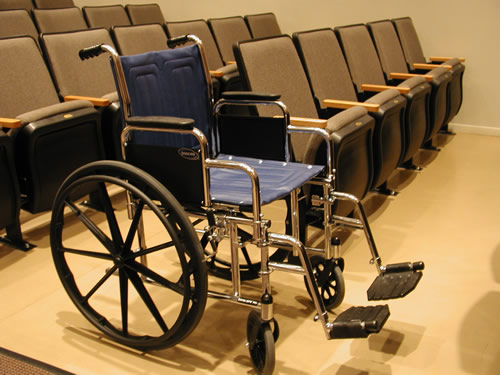
一般的な車椅子。公共の施設などでの車椅子利用者のために設けられたスペースの一例。詳しくは車椅子スペース参照

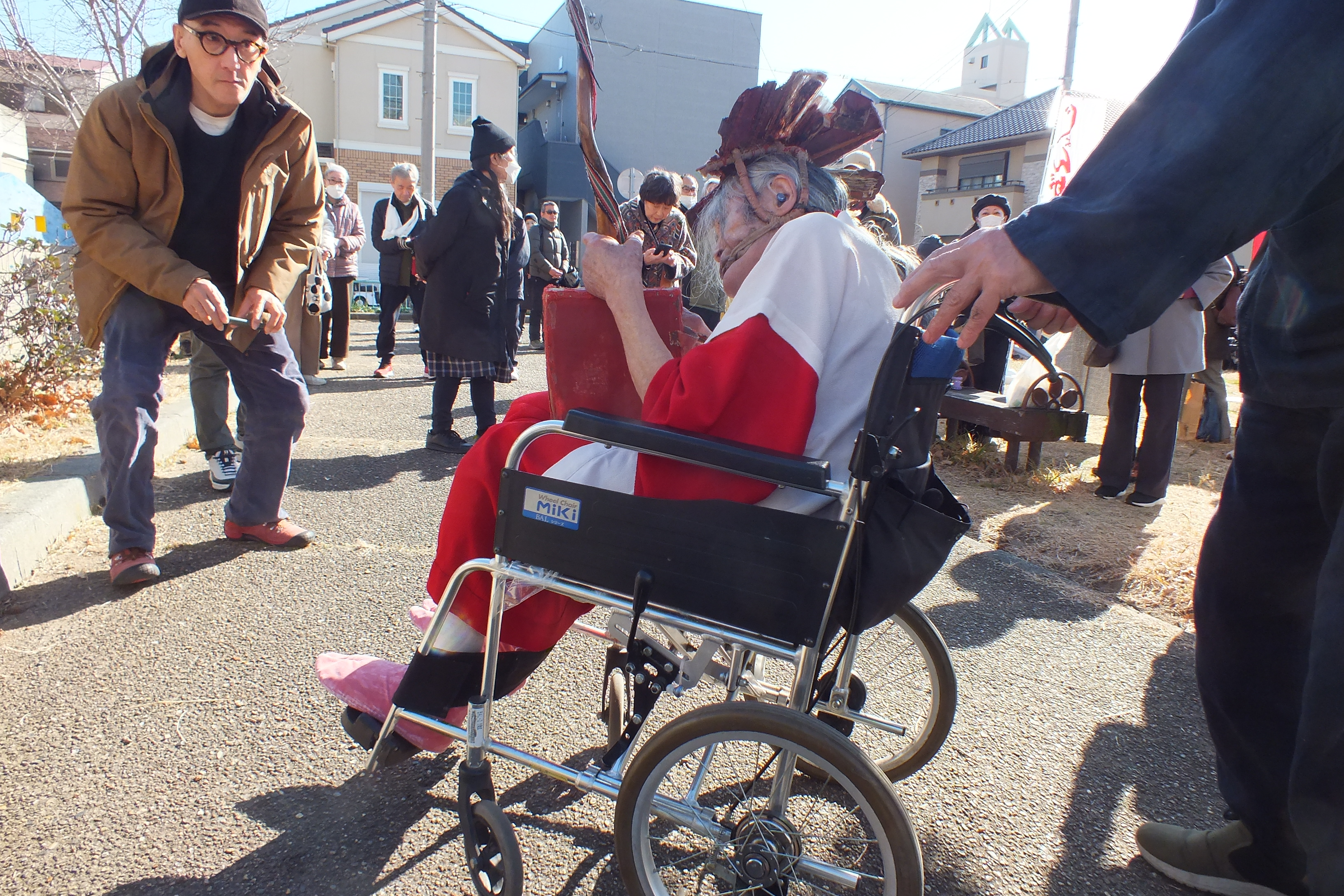
パーキンソン病を患いながらも車椅子で大道芸を続ける94歳のギリヤーク尼ヶ崎

国際シンボルマーク(International Symbol of Access)。車椅子に限らず、障害者全般が利用できる施設である事を示す。ピクトグラムを参照

車椅子（くるまいす、英: wheelchair）とは、身体の機能障害などにより歩行困難となった者の移動に使われる福祉用具。一般的なものは、椅子の両側に自転車に似た車輪が1対、足元にキャスター（自在輪）が1対の、計4輪を備える。車椅子は健常者も使用できる。
筋力などの理由により一般的なものの利用が困難な場合、「電動車いす」の利用が検討される。こちらは動力に電動モーターを使用したものであるが、いわゆる「セニアカー（シニアカー）」などと呼称されるものとは構造が異なる。そのほかにも、重度な障害者向けにストレッチャーのような形態のものや、各種障害者スポーツに特化したものも存在する。以下、該当項目を参照のこと。
2010年11月30日までは、「椅」（い）が常用漢字外であったこともあり、日本の法令では「椅子」を平仮名で車いすと表記した。
使用者として、身体障害者の内でも下肢障害者が想定されるが、脳性まひなどによる不随意運動やパーキンソン病などによる振戦により身体の動作がうまくいかない場合や、内部疾患（心臓や呼吸器）による中長距離の歩行が困難な者、加齢による筋力低下、怪我（骨折など）による一時的使用など、幅広く使われている。そのため、普段は使わない人でも、中長距離歩行に不安の有るものが移動の時には使用し、こういった人々の利用に供する為、公共施設や病院には備え付けのものが常備されていたり、自治体などでは貸し出しのシステムが備えられている場合がある。
自治体などで車椅子体験会でも使われることもある。

## 歴史

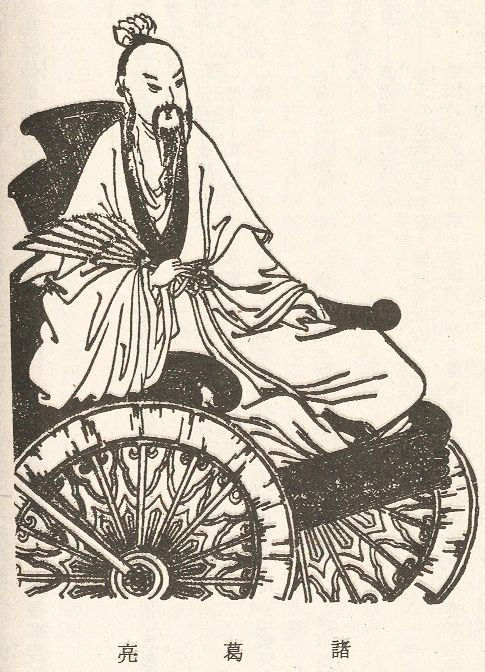
諸葛亮

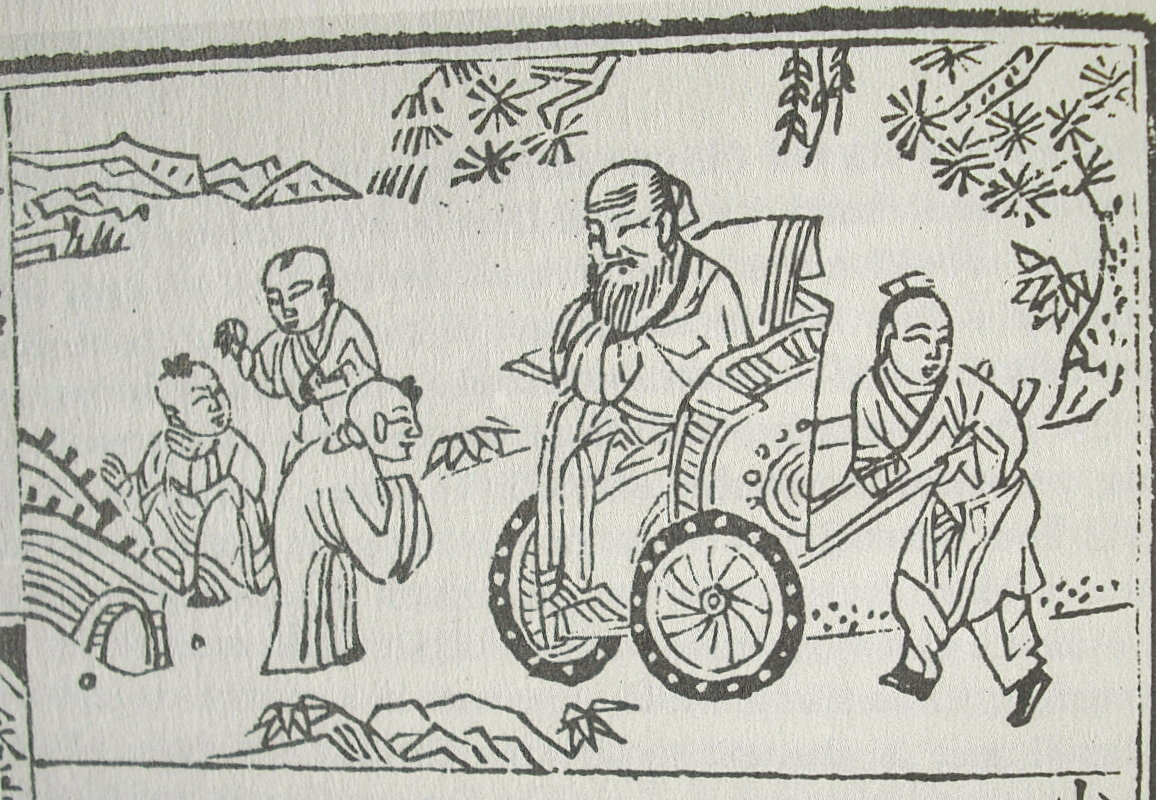
1680年頃に描かれたと思われる孔子の絵。孔子が生きていた時代、このような車椅子があったかどうかは不明であるが、絵を描いた時代の人は、孔子の移動方法として、このような発想をした。

椅子と車輪という発明が存在した地域から、自然発生的に生まれたと考えられており、その歴史はかなり古い。車輪のついた家具という発明は、記録に残っている限り、紀元前6世紀から5世紀頃、中国の石板に見られる碑文や、ギリシャの花瓶に描かれている乳母車である。障害者を運ぶために使われる車椅子の初期の記録は、3世紀ごろの中国に遡る。当時の車椅子は、重い物を運ぶための手押し車に近いものであり、障害者だけでなく、重い物も運ぶもので、障害者専用として明確に区分けされていたわけではなかった。
有名なところでは、障害者ではないが諸葛亮が三国志演義の中で、車輪のついた椅子に乗っている描写がある。三国志演義は明の時代に書かれており、この時代の中国には、車椅子という発想が存在していたことを示している。
また、1595年に描かれたとされる、スペイン王フェリペ2世の肖像には、召使に押してもらう型（今で言う介助型）に乗っている姿が描かれている。この車椅子を発明した人物の名は不明である。これは、肘掛けや足置きを備えた精巧なものであったが、一方で車輪は小さく、移動にはかなりの労力を要するなど、欠点があった。
自走式タイプが初めて考案されたのは、1650年、ステファン・ファルファという人物によって（ファーフラーとも。自身が下肢に障害があった模様で、自走といっても今のような後輪を直接回すのではなく、前輪をギヤ駆動のクランクで回す形式であった）。これらは、障害者も利用したが、障害者でない者も利用しており、当時は「車椅子は障害者の乗り物」という現代人の常識とは異なっていたようである。ヨーロッパでは、18世紀のはじめ頃から車椅子が商業的に製造されていたと考えられている。

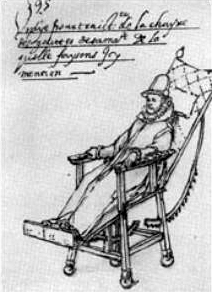
フェリペ2世/1595
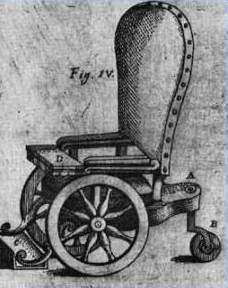
18世紀の車椅子
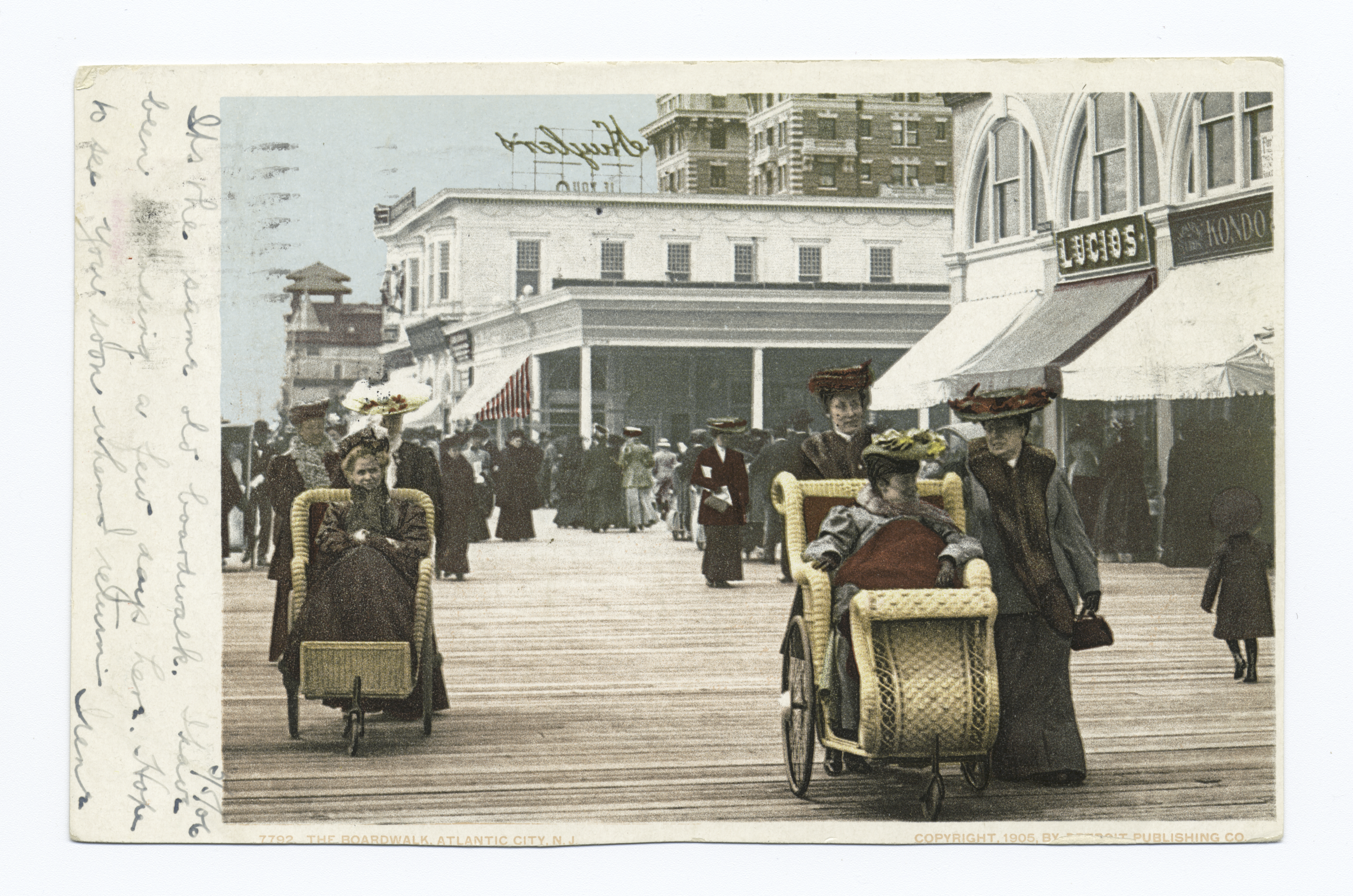
20世紀初頭の写真。当時は、富裕層が召使いを使って、車椅子に乗る事もあった。
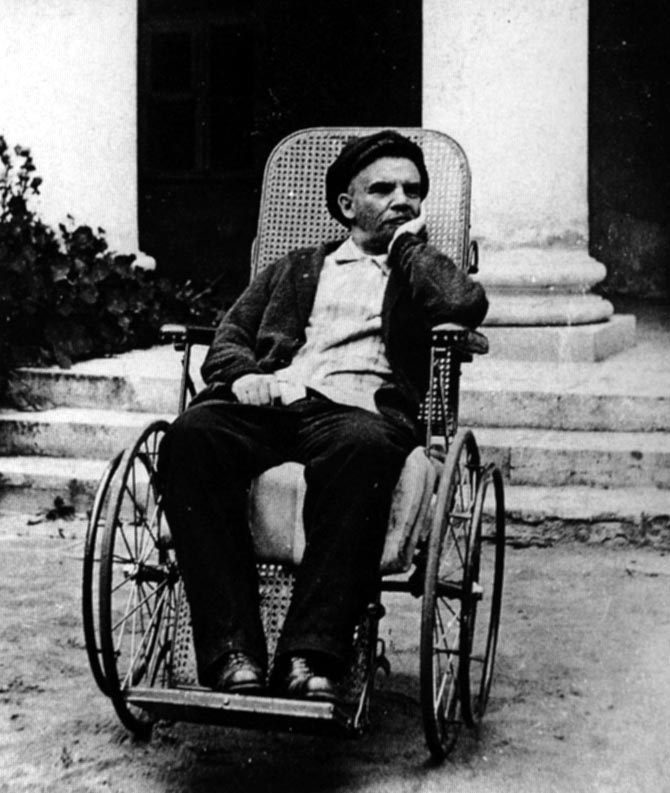
健康を害し車椅子に乗るウラジーミル・レーニン

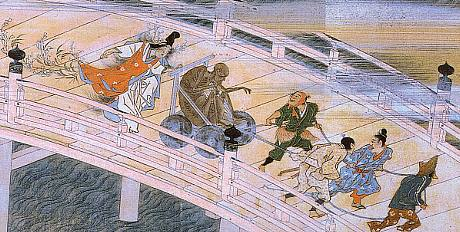
土車。「小栗判官絵巻」

日本では、中世・近世には疾病などで歩行が困難な者が使用する「土車」「いざり車」と呼ばれる車椅子の原型と呼べるものが存在していた。箱もしくは板に四つの車輪(両方とも木製）の付いたもので、使用者はあぐらなどで座り、手に持った棒で地面を突いて、もしくは取り付けた縄や手押し部分で介助者が動かした。これに乗って寺院巡礼などの長期旅行をする者もいて、記録（浄瑠璃作品や浮世絵など）が散見され、また実物が各地の寺院に残っている。明治以降では大正初期からアメリカやイギリスから輸入された記録がある。また、1920年頃につくられた「廻転自動車」と呼ばれた物が日本国内で最初に開発された西洋式の原型とされている。ただし、これは文献には残っているものの、正確な製造者や製造年は分かっていない。日本で製造したとはっきり認められるのは、同じく1920年頃、北島藤次郎（北島商会（現、株式会社ケイアイ）創設者）により作られたもので、籐製であった。これらは戦傷で障害を負った軍人や入院患者のために、一部の病院で用いられたようである。
第二次世界大戦では、多くの軍人や民間人が負傷した。戦後は義肢などとともにその需要が急激に高まっていたが、当時はあらゆる物資が不足しており、これらの障害者になかなか行き渡らなかった。1951年に制定された身体障害者福祉法により、徐々に普及が進んだ。
1964年に行われた東京パラリンピックで欧米製の優秀さを目の当たりにし、これをきっかけに日本でも性能が急激に上がることとなる。
1990年以降、「高齢者、障害者等の移動等の円滑化の促進に関する法律」（通称「バリアフリー法」）などの制定により社会のバリアフリーが推進され、ノーマライゼーションの観点から車いすを用いての利用、移動を考慮して床面のフラット化（段差解消）、ゆるやかなスロープ、車いすの幅を考慮した開口部の広いドアなどを設備した施設が増えている。

## 購入
福祉用具取扱店など専門業者のほか、ホームセンターなどでも販売されている。電動型は障害者個人の特性に合わせ、専門業者からカスタマイズ販売されることが多い。
Amazonでも車椅子販売がある。
価格は手動で1万円前後 - 50万円超、電動では30万円 - 300万円超と幅広い。なお、福祉機器であるため、本体について消費税は課せられない。
主な助成制度としては以下のものがあるが、スポーツなどに特化したものは対象とならない。
- 障害者総合支援法による補装具費の支給[10]。
- 労働災害による給付事業。
- 介護保険法による福祉用具レンタル制度（販売店に常任の福祉用具専門相談員がいる事が条件）[11]。

### レディメイド（既製品）
大量生産され、ホームセンター等で販売されているものは、以前はほとんどがスチール（鋼）製だったが、アルミ製でも安価で出回るようになった。また近年は、インターネット通販も出来るようになっている（ネットだとスチール製は1万円台から。アルミ製でも2万強から探せる）。ただし、素材は値段だけではなく用途や、ユーザーの体格等により決定されるべきであり、アルミ製の特に軽量型と謳われているものの中には、耐荷重が思いのほか軽いものがあるので注意が必要である。強度面のみで言えば圧倒的にスチールが有利であるが、重量が段違いに重い（アルミでは10kg以下も珍しくないが、スチールでは20kgを超えるものもある）ため車両への積み込みが頻繁な場合、注意が必要である。調整個所が限定される為、あらかじめ用意されたいくつかのサイズから選択することになる。背・座面が布張りの平面であるため、重度の身体障害者、体幹変形が著しい場合などには適合が困難であるが、後述のシーティング技術と組み合わせることによって、ある程度の対応が出来る場合もある。

### オーダーメイド
身体寸法（手足の長さ・体の幅）や四肢の可動範囲、使用目的を鑑みて、メーカーで受注生産されるもの。価格も高価になり、完成までの期間も長いが、本人の身体に合わせて製作されるために良好な適合が得られる。ただし、調整機構を持たない部分は身体の変化に適応できないので、体格の変化や症状の進行により関節や骨格の萎縮・変形が進むことが見込まれる場合モジュール型の採用が望ましい場合もある。医師の処方、義肢装具士（PO）・理学療法士(PT)・作業療法士(OT)の助言を受けることが望ましい。

### モジュール型（セミオーダー）
あらかじめ製作された、たくさんのモジュール（パーツ）の中からユーザーの体格や好みに合うものを選び、組みつけて行き完成させる。ほとんどのモジュールがボルトなどで組み付けられている構造のため、体型の変化や病状の進行による関節・骨格の硬縮・萎縮・変形が起こっても、他のタイプに比べ対応がし易く、現場で調整・仕様変更が可能なものもある。車輪サイズ・車軸位置や座面幅・奥行・傾き、レッグレスト・アームレストなどの高さ・位置・角度・形状など、ほとんどの箇所を調整可能としたフルモジュール型（自操式・介助式・電動式への換装ができるものもある）と、車輪サイズ・車軸位置など限られた部分のみ調整可能にした簡易モジュール型がある。フルオーダー型よりは製作期間が短縮されるが、選択モジュールによっては値段が格段に違ってくる。また調整部位が増える事により、調整機構の無いものに比べ、重量・強度・剛性の面では劣ることが多い。
なお、交付の際には「オーダーメイド」に分類される。

## 構成部品
フレームや車輪には、主に加工性に優れて丈夫な鉄（クロモリ鋼）、軽量で錆びにくいアルミニウムが用途や予算に合わせて使われている。高価なものには軽さと強度を併せ持つチタン、軽量で振動吸収性の高いカーボンを使用している。低帯磁性からステンレスを使ったものはMRIなどの施設内で使用されたり、アルミ以上の耐腐食性により入浴用・シャワー用が製造されている。
フレーム
基礎となる部品。鉄やアルミのパイプなどで形作られ、これに他の部品を装着してゆく。ベッド・トイレなどへの移乗、車両への積み込みの為の折り畳み・可動・取り外し機構、また身長・体重などの変化や骨格・筋・関節の変形・硬縮などに対応するためのサイズ・角度調整機構つきのものもあるが（種類の項、シーティングの項参照）、重量増加による操作性の悪化や、強度・フレーム剛性の低下による歪み・たわみから座位の不安定化や駆動効率の低下（漕いだ力が歪み・たわみで逃げてしまう）が起こる場合がある（スポーツ型の項参照）。
主輪
一般的な構成はタイヤ部分も含め自転車のホイールとほぼ同じものがフレームの両側に配置される。自走式の場合22 - 25インチ程度の大きさで、リムの外側に付けられたハンドリムと呼ばれる輪を両腕で掴み回転させることで前進後退を行い、左右主輪を別々に動かすことで右左折、転回動作を行う。介助用は利用者が漕がないためハンドリムが無く、直径も12 - 16インチ程度（小さいタイヤは走破性が下がる為、もっと大きめなものもある（後述の介助用参照））。自転車のようにスポーク式ホイールが一般的だが、自動車のアルミホイール様の意匠や、カーボン素材を使ったものなど、軽量化重視やデザイン性重視のものもある（後述のスポーツ型も参照）。ホイールの部分に取り付ける薄いプラスチック製のホイールカバーもある（子供用などではキャラクターなどのイラストが描かれていたりするが、デザイン性だけではなくスポークへの指つめ対策でもある）。空気を入れないノーパンクタイヤ（ソリッド（むく）タイプやゲル封入タイプなど）もあり、公共施設・商業施設などで見かける。チューブタイヤに比べ、乗り心地は少々劣るがフリーメンテナンス性が採用理由と思われる。後方から見て「ハの字」になっているものを見かけると思う（いわゆるネガティブキャンバーが付いたもの。スポーツ用はその角度が顕著）が、理由としては各スポーツによって微妙に違う。後輪がハの字型である理由に詳しいので、参照されたい。
キャスター
方向転換を妨げない様、自在に向きを変える車輪。通常は前輪に使われ、フットサポート近傍に設置される。一般には無垢のゴムを使ったものだが、走破性・クッション性・静粛性向上の為、エアタイヤ・大径タイヤ・幅広タイヤ（ただし大径・拡幅は旋回性に影響する）が用意されていたり、サスペンション機構を取り入れたものもある。アライメント（トレッド・キャスター角など）調整が可能なものもあり、旋回性や漕ぎ出しの軽さなど、利用者の好みに合わせられる。
シート
座面。一般的なものは布をリベットやビスでフレームに固定したものが多いが、洗濯や交換にも簡単に対応できるようにマジックテープで取り外し可能なものもある。長時間の乗用時には座面にクッションを敷くのが基本であるが、ある程度の堅さ（張り）のあるシートの方が疲れ難い（後述のシーティングも参照）。座面が後ろに傾いている種類がある。特にスポーツタイプに多いため、格好良くするためと思われがちだが、これは漕ぐことにより、徐々にお尻が前方へズレるという現象を防ぐ効果がある。腹筋・背筋が使えない利用者の場合、普通に座っているだけでもズレることがあり、体の変形や痛みを防ぐために役に立つものである。角度的にはほんの少しでも効果がある。
バックサポート
背面シート。座面シート同様に布製シートがフレームに留められているものが一般的。マジックテープでの着脱機能付きのものも座面と同様に存在し、洗濯や交換に便利である。クッション材やサポート材を用い、厚みや素材を工夫することにより、骨格変形進行に対応することを可能にしたものもある（後述のシーティングも参照）。車両への積み込みのし易さを考え、折り畳めるタイプも多い。上体の可動性、漕ぐ為の両腕稼動域を確保するため、肩部接触箇所（一般的には肩甲骨の下端ぐらいの高さ）を省略したり、腰部のサポートのみということもある。しかしあまりにバックサポート部が省略されると、ハンドル（グリップ）を取り付けるスペースが無くなり、突然の急坂・悪路など自力走行が不可能な場面で、サポートがお願いできないことになりかねないので、折り畳みタイプを採用し、普段自走の場合は折り畳んで、坂などでサポートを受ける場合は伸ばしてと、使い分けているユーザーも多い。
フットサポート
足置き（フットレスト・足台（あしだい）とも呼ばれる）と脚部の後方への脱落を防ぐ為の、サポートベルトなどからなる。一般的なタイプは足置き（プラスチックのプレートで作られている）が左右に分かれており、乗降時や折りたたみ収納の際に邪魔にならないよう、引き起こして立てることができる。逆に、仕舞い忘れたまま乗降しようと、これに足を掛けると車いす自体がひっくり返るなど事故に繋り大変危険である。足置きから座面までの距離は重要で、足置きに足を置いた状態でひざの裏近辺の腿と座面に、ほぼ指1・2本分のクリアランスが必要で、ピッタリくっ付いている場合、脚部への血行障害や痺れに繋がる場合がある。障害によっては脚部に全く力が入らない場合もあるので、ベルト・マジックテープなどで脚部を完全に固定するタイプもある。トイレやベッドなどへの移乗時に、より対象に近づく為、フレームごと取り外すタイプや外側に大きく開くタイプもある。
アームサポート
左右への体幹の安定性を確保するための肘掛け。シートベルトなどと併用し安定を保つにも大事な部分で、常に肘を突いて体を支えるユーザーの場合、素材に気をつけないと痛みなどに繋がることもある（後述のシーティングも参照）。両サイドのパネルやバックサポートのフレームに固定されているが、フットサポート同様、取り外し式・跳ね上げ式などを採用して、移乗時の邪魔にならないよう工夫されたものもある。階段や段差を持ち上げるサポート時、この取り外せる部分を掴まないように注意が必要である。
ブレーキ
以前は、レバー式ブレーキ（レバーを3ないし4ヶ所の凹にはめ込んで固定するタイプで、レバーを手前に引きながら外側に動かし凹にはめ込む動作に力が必要）と呼ばれるものが一般的だったが、現在はタックブレーキ（タックル・タッグルと色々呼ばれるが、機械構造の名前として正くはトグル。英語表記はtoggle）と呼ばれるタイプを装備したものが多く、以前のレバー式に比べると、はるかに力が要らなくなった。アームレスト前下方、主輪近傍に取り付けられ、駐停車・乗降時の不意な動き出し防止の為に使用する。レバー式・タック式ともに金属の小片を主輪のトレッド面に押し付けることで固定するが、構造的に制動力は主輪の空気圧と摩擦力に負う所があり、低圧またはタイヤの磨耗は制動力が低くなり大変危険である。また、タイヤが濡れた状態でも同様に制動力が低下するので、雨天時などは注意が必要である。介助型には介助者の利便も考え（タックブレーキは前方に回らないと操作しづらい）、介助者用ブレーキが個別に取り付けられる場合がある。一つはハンドブレーキで、ハンドルに取り付けた自転車用のブレーキレバーを操作して、主輪ハブ部分に設置されたドラムブレーキを操作するもので下り坂での減速に使用される。もう一つはフットブレーキで、使用法も構造もタックブレーキと同様で、後述のティッピングレバー付近に設置されたペダルを踏むとロック、跳ね上げると解除が行えるようになっている。
ハンドル（グリップ）
介助者が背後から押して移動する時に握る部分で、バックサポートの後部に付く。通常の移動介助以外にも、上り坂・下り坂・段差越え・階段の介助など、荷重が掛かる部分であり強度も大切であるが、低価格な自転車のグリップのような簡単な作りが多く見られる。しかし太さ長さ共に力の入り具合には重要なファクターであり、設置高さも低すぎると介助者の負担が増すことになる。介助を前提としていないユーザーのなかには上記のバックサポートの項にあるような理由でバックサポートが小さい場合があり、グリップが小さかったり位置が低かったり、そもそも付いていない物も見受けられる。
ティッピングレバー
ティッピングバー、前輪昇降バーとも呼ばれる。小段差などを乗り越える（その他にも後退しながら段差を降りる、砂利道・溝などを乗り越える）際、キャスターを地面より浮かせつつ（「「キャストアップ」と言う。いわゆるウイリー」）乗り越えるが、介助者側でこれを行うには、車いす後方最下部に飛び出しているパイプ（これがティッピングレバーである）を足で踏みつつハンドルを引く事で実現できる（操縦者自身でも体重移動だけで持ち上げることが可能で上達すれば暫くそのまま走行が可能な人もいる）。なお、段差を越えた後、キャスターを再び接地させる時には、ハンドルとともに慎重な操作をしないと、勢い余って搭乗者に大きな衝撃を与える危険性があるので注意が必要である。デザイン性からレバーが短いまたは付いていないタイプも増えている。レバーなしで持ち上げるのは大変なので無理せず複数人の協力（左右の人に前輪の上あたりのフレームを軽く持ち上げてもらいながら進む）を受けたほうがよい。レバーの延長用パーツや、後方への転倒防止用のゴムストッパーや小車輪が用意されている機種もある。

### シーティング
身体障害者や高齢者が椅子・車いす、又は座位保持装置を適切に活用し自立的生活を築くための支援や、介護者の負担を軽減する技術のこと。1989年に身体障害者福祉法の補装具交付基準の対象品目になった。シーティングシステムは、座位の保持が難しい重度身体障害者や高齢者（円背等の脊椎の変形を伴うなど）に安定した座位姿勢を確保し、また上肢機能へ配慮した適切な作業姿勢や活動姿勢を提供する概念である。
ベースとなるフレームは車いすや木製の椅子などさまざまだが、クッションやバックレストを変更して身体バランスの改善、筋緊張の軽減、座圧の減少などによって褥瘡（じょくそう＝床ずれ）のような2次障害を防止し、快適さを追求していくことで、長時間の座（＝生活の基礎姿勢）を維持する。

## 種類

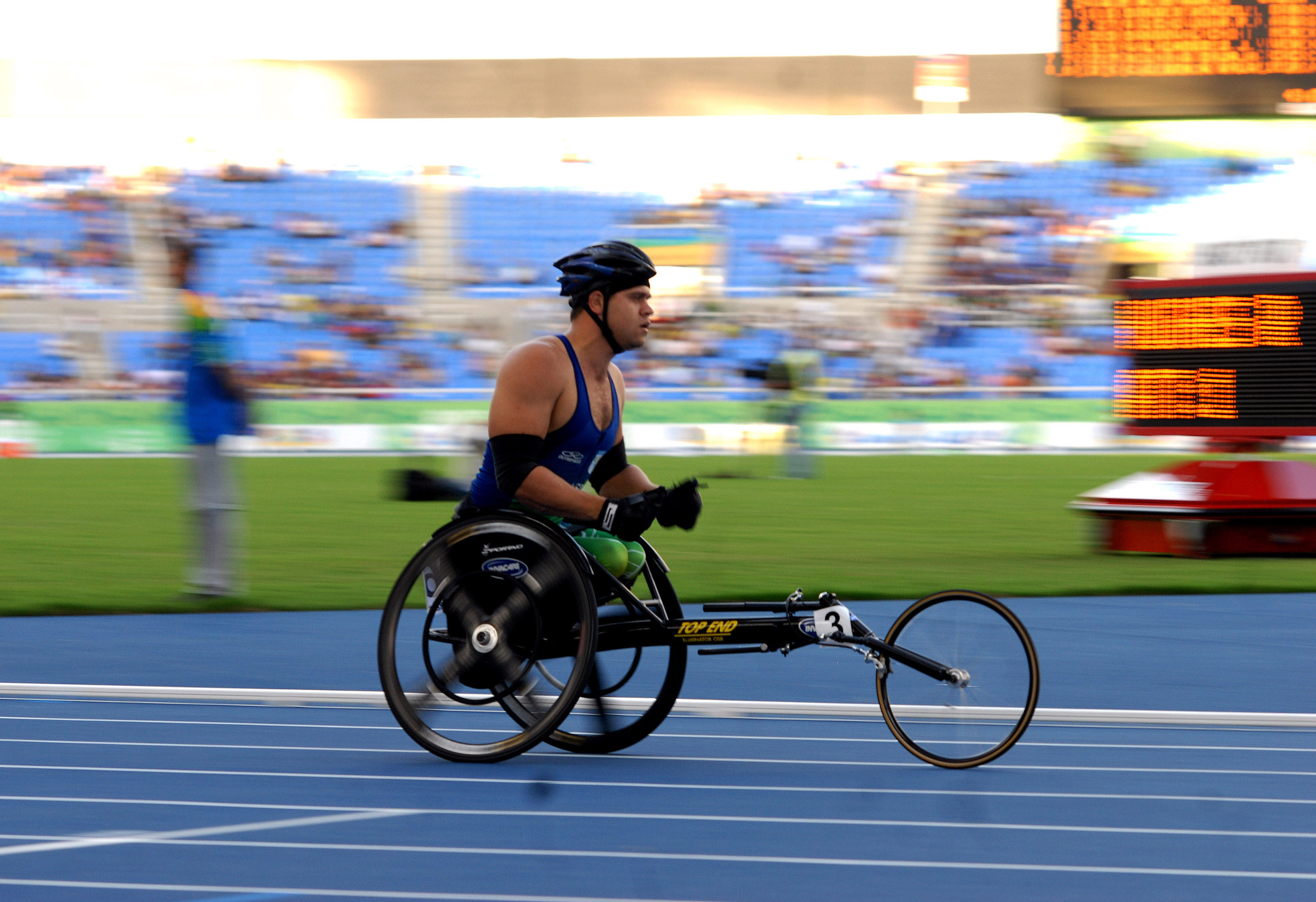
競技用の車椅子。通常の車椅子では考えられていない、激しい負荷が発生することが多いので、基本的にオーダーメイドとなる。

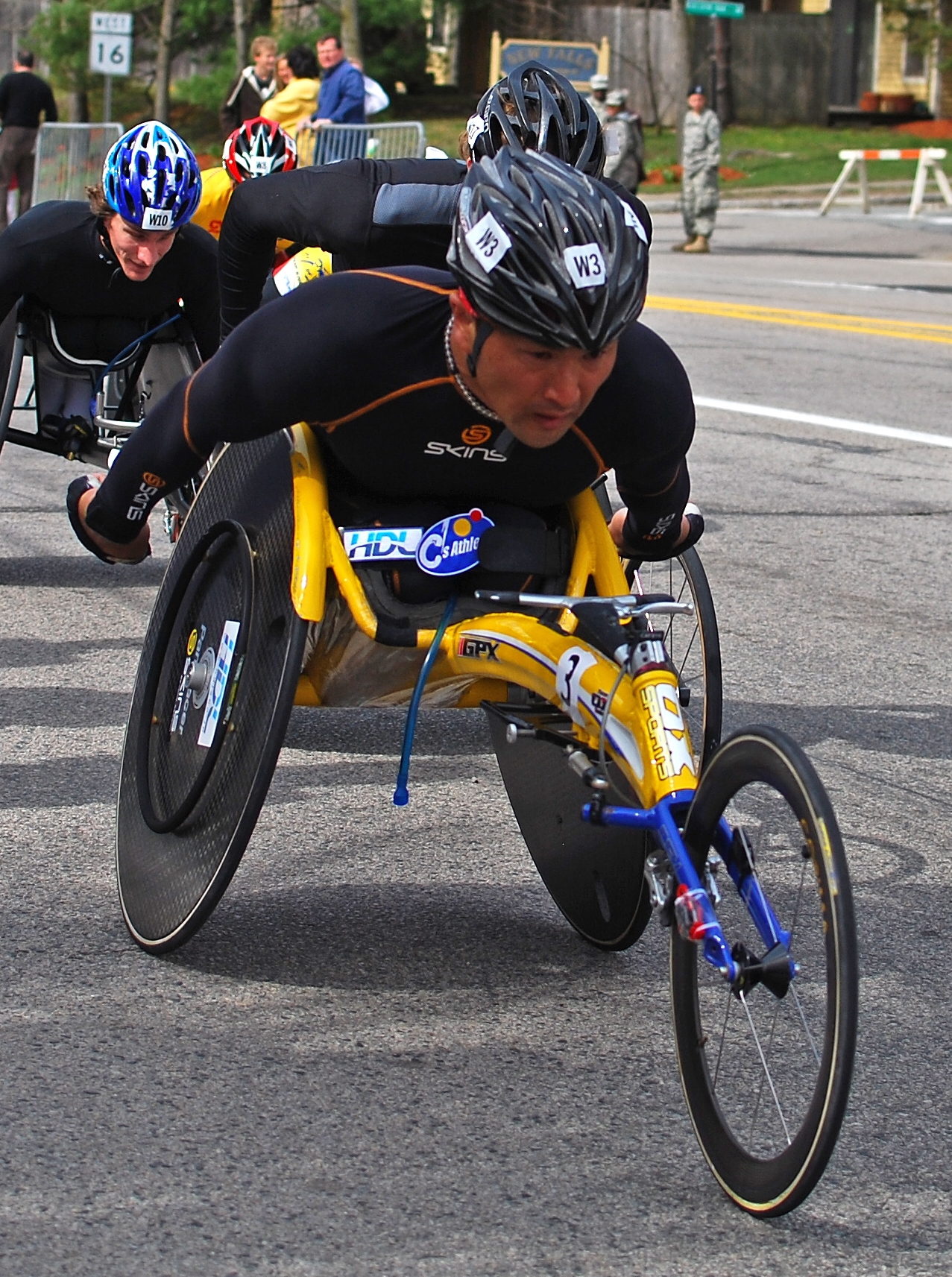
陸上競技用/2007年ボストンマラソン優勝者

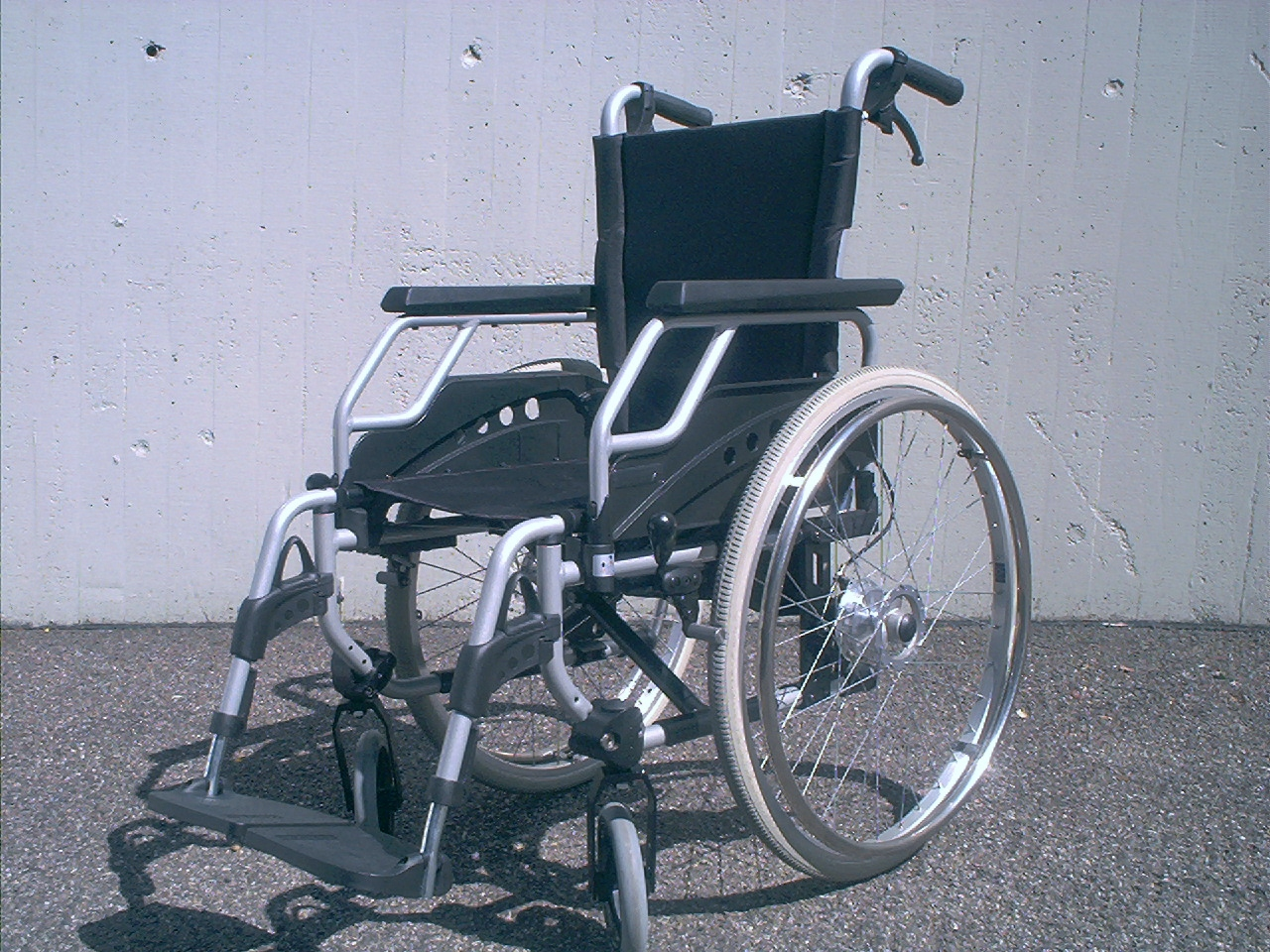
介助用ハンドルとブレーキを備えた車いす

### 普通型
自走式もしくは自操式ともいう。主輪外側にあるハンドリムを搭乗者自身が操作して、前進・後退・方向転換を行う。後輪のサイズは20インチ - 25インチ程度。身体状況に応じて選択されるが、動作性などから大径のものを選択するユーザーも多い。

### スポーツ型（車いす競技用）
フレーム・車輪にカーボン、チタンなど、競技用自転車（→ロードレーサー）と同様に軽量・高剛性な素材・技術を導入したもので、各スポーツに特化させた様々な形状をもつ。
主なものは、
- 室内競技用（車いすバスケットボール、バドミントン）
- 車いすテニス用
- 車いす陸上競技用（トラック、車いすマラソン）
- スキー用（シットスキー/チェアスキー）など。

タイヤ破損時の交換を容易にするため、クイックリリースシステムが搭載されている。また、専用に強化された固定式フレームの剛性・駆動効率は一般のものとは比較にならないほど高い。

### 介助用車いす
身体障害者福祉法では車いす手押し型と呼ばれる。常に介助者が後方からグリップ（ハンドル）を押して操作する為、車輪にハンドリムは備えない。16インチ程度の小さめな車輪を備えるものが多いが、段差乗り越えなど屋外での移動を考慮して20インチ以上の車輪を備える場合もある。駐車するためのブレーキとは別に、自転車と同様のブレーキを備える事が多い。

### 片麻痺者用
自走式は通常、両腕の操作で駆動させるのだが、脳卒中などによる片麻痺、あるいはその他疾病により、片手のみ、片手片足、もしくは足のみが健常である人であっても自操できるようにしたものである。
ダブルハンドリム方式
健常側の主輪に通常のハンドリムの外側に2本目のハンドリム（直径がひとまわり小さい）が設置されていて、このハンドリムを回すと反対側の主輪を駆動させることが出来る。2本のハンドリムを同時に動かすと直進するのだが、当然ながら片手で両輪を動かすこととなり、かなりの腕力が必要である。
レバー駆動方式
健常側に両主輪に繋がったレバーが設置してあり、レバーを前方へ倒すと少し前進する。連続して前進するには船を漕ぐ要領で「倒す・起こす」を繰り返す。バックもレバーを後ろへ倒せば可能である。方向転換する時は曲がりたい方向へレバーを傾けつつ倒すと出来る仕組みになっている。ギア比を考慮してあるタイプでは、少ない力でも駆動する。
低床・足漕ぎ型
片麻痺障害がある場合、片手片足が健常という場合もある。そのような場合に健常側の手足を併用して駆動力に使用するタイプである。座面高さを足が床に付くよう低めに設計し、フットレストを片側のみ立てて（取り外せるようにしたものもある）使用する。蹴りの後方へのストロークを稼ぐため座面下のクロスバーの位置を通常より後方にずらした設計になっているものや、キャスターの動きが足に当たらないように左右のキャスターの間隔（トレッド）を広くした設計のものもある。
また、このタイプは足の筋力自体は十分あるが、不随意運動によりバランスが悪く歩行時に転倒の危険がある場合、あるいは腕力だけでは十分な駆動力の得られない四肢障害のある障害者が、脚力併用で使用している例もある。

### リクライニング型・チルト型
特徴としては背もたれ部分が頭部まで延長した形になっている。多くは介助型もしくは電動型である。また、背面を大きく後方へ倒すことになるので、バランスを保つため後輪が普通型のものより後方に位置することになりホイルベースが長くなるので、屋内での取り回しなどに苦労する場合がある。これを防止する目的で、通常のホイルベース長のフレームのティッピングバー付近に補助輪をつけたタイプもある。車いす自体も大きくなり、重量も嵩み、特にティルト型はその機構が邪魔をして折り畳めない物もあり、車への積み込みが困難となりうる。見た目の特徴として、介助用ハンドルにレバーが2本（1本は普通の介助型にもある介助用ブレーキレバー、もう1本が座面もしくは背もたれの傾斜時に握るレバーであり、見分けるために両者は色違いとなっている）存在する。
リクライニング型
背もたれ部分を後方へ倒すことが出来るようにしたもの。背中や腰の伸展により座面に掛かる体重を分散させ、座位時間の延長を促す目的や、ベルトなどで固定して座位を保っている利用者の胸部・腹部等への圧迫を一時的に逃す目的で使用する。また腰や股関節の障礙により完全には背中を起こせないため普通型に座れない者にも用いる。以前は離床を促すためによく使われたが、実際には背面を倒すだけでは姿勢くずれを助長させやすいことが指摘されている。とくに臀部（おしり）へ前後方向の負荷がかかることにより、組織が引っ張られたままとなり褥瘡（床ずれ）を誘発することがあるので、背もたれ角度を調節し終わったら正しい座位となっているか確認することが重要である。フットサポートの角度調節ができるもの（背もたれ角度と連動式のものもある）も多く、背もたれを完全に倒すことでフルフラットとする機能が付いたものは、長時間の座位保持が難しい利用者には休憩の度にベッドへ移乗する必要がなくなり介護の負担軽減も見込まれる。
チルト（ティルト）型
座面と背面の相互角を『ある角度』に保ったまま斜傾調整できる機能を備えたもの。筋力低下・体幹の変形・麻痺・不随意運動などにより長時間端座位（ベッドなどの端に両脚を下ろして腰掛けた状態）がとれず、姿勢のくずれが起きやすい人に適用する。ロッキングチェアのように重力を利用して、長時間の安楽な座位姿勢をとることが可能となる。寝たきり防止や手足の拘縮予防も期待でき、余暇活動へも参加しやすく、利用者へのメリットは大きい。座にかかる圧力をチルトによって背に逃がす目的で使用することも多く、その場合のチルト角は30度以下では座にかかる圧力が背に逃げきらないので、30度以上のチルト角度が必要となる。
股関節への圧迫開放のためリクライニングで背もたれ角度を変え、なお且つティルトを使って座面圧低下を狙うための、ティルト＆リクライニング型というものもある。

### スタンドアップ車いす（起立機構つき車いす）
起立姿勢をとることができ、リハビリに使用する「傾斜起立台」（起立姿勢が取り難い人の体をベルトで板に固定して起立姿勢をとる器具）と合せたような形であり、通常は普通に車いすとして使い、立ち上がる姿勢が必要になった時（仕事・買い物・リハビリなど）、適宜立ち上がり姿勢をとることが出来る。フットレスト部・背もたれ部にベルトで体を固定し、手動もしくは電動による操作でフットレスト・座面・背もたれが駆動し起立状態まで体を持ち上げる。本体の車いすは手動と電動のものがある。立ち上がることで身体に与える好影響は、下肢中心に大いにあり、起立訓練は理学療法の場で頻繁に行われている。関節可動域の確保や骨萎縮、起立性低血圧などの廃用症候群に効果があることに加え、従来の車いす使用者の場合、日常生活において目線が常に低いこと、手の届く範囲が限られること、ものに接近しづらいなどの問題があるが、これらについても有効であると思われる。

### バギー型車いす
病気や障がいで体幹が弱いために首が座らない子や、姿勢が固定できない子のための車椅子。 障がいに合わせて、背もたれリクライニングやティルトリクライニングが可能であったり、サイズ調整ができる。

## 電動車いす

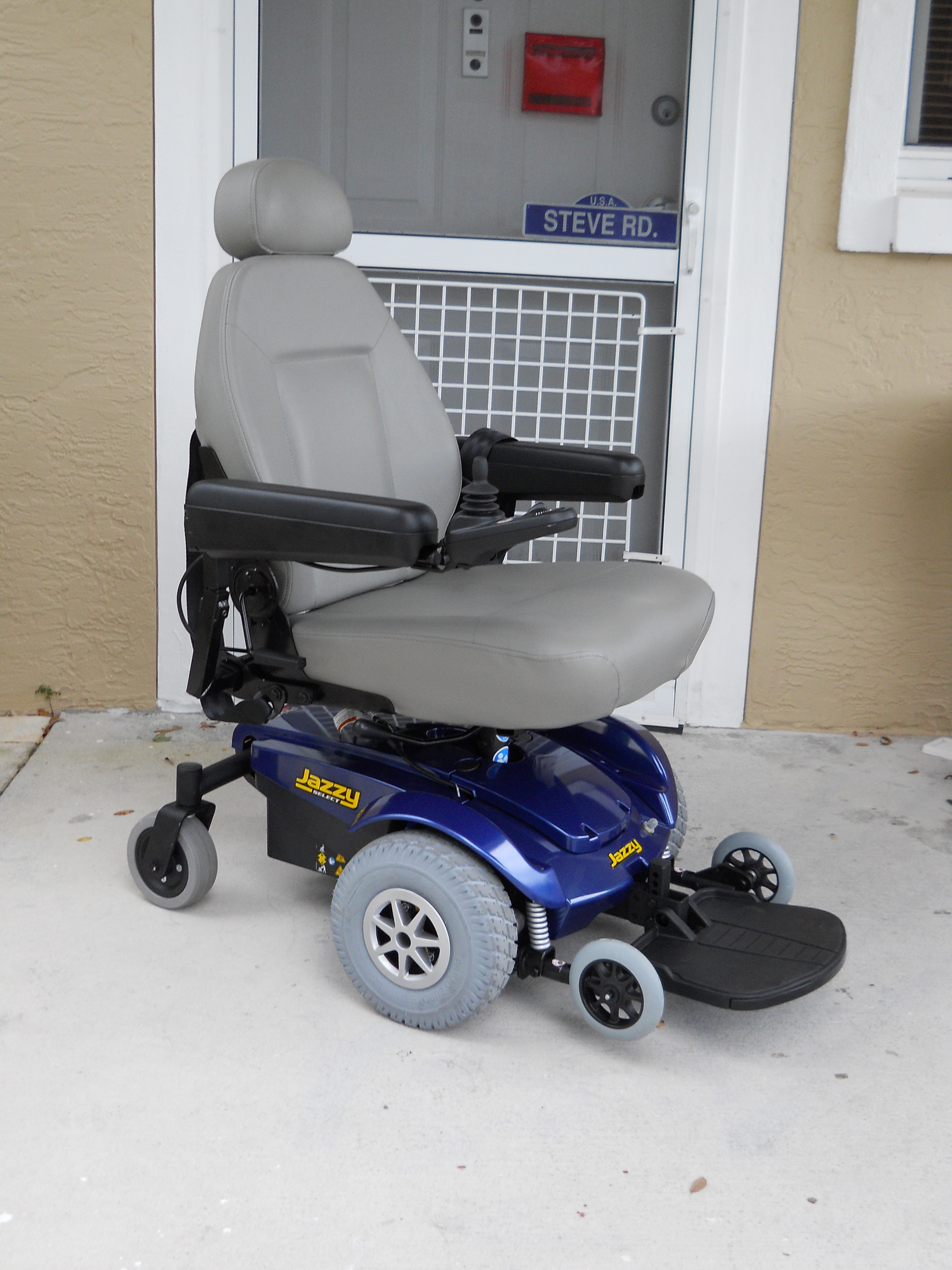
電動式の車椅子

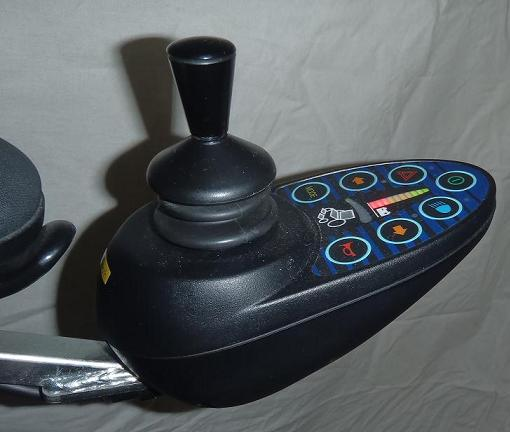
ジョイスティック

電気モーターによる走行が可能なもので、最初の動力付車いすは電動ではなく、1912年イギリスでエンジンを取り付けた三輪型が出現した。アメリカでは、サンフランシスコ万国博覧会（1915年開催）の入場者移動用に使われ（病人の移動手段だった模様）、1956年ごろ最初の量産モデルが作られた。日本国内での工業的な国産第一号は1968年の八重洲リハビリ（1960 - 70年代の日本のリハビリ機器最大手）によるものと言われているが、手作りなどにより各地で作られていた模様である（例：有限会社アローワン（後述）など）。1977年に電動車椅子JISが制定（手動型のJIS制定は1971年）されるとともに、各メーカーが製造販売に参入することになる。操作は主にジョイスティックで行い、手動型同様、左右の駆動輪の回転数の差による旋回する。前輪キャスターの進行方向を電気モーターによって直接操舵することで旋回できるパワーステアリング装備型もある。また、近年では中輪駆動方式が出てきて、旋回性能を向上させているものもある。この方式は、乗っている人の真下に駆動輪があるので、方向を変えたときに搭乗者を中心に向きを変えられるので、ごく自然に向きを変えることが出来る。
障害により手が自由に動かない場合でも　足でジョイスティック操作するためのオプションも用意されている。また、口や顎、額など、なにかしら可動部位が存在すれば複数のスイッチを組み合わせて操縦が可能である（ほかにも呼気などを吹き込んで操作するストローのようなスイッチもある）。
高速バスや、乗降方法が前乗り前降りの路線バスでは、折りたたむことができないため、利用できない場合が多い。
運転が不慣れな使用者による事故が発生しており、死亡事故も起こっている。

### 普通型
シート下に大容量のバッテリーと後輪付近に電気モーターを装備し、小径で幅の広いタイヤ・キャスターをもつ。
障害等級2級以上が審査対象となり、形状やコントロール方法は障害に応じてカスタマイズを行うことが可能。
数年前までは液式バッテリーが主流だったが、現在はシールドバッテリーが標準である。液式バッテリーのタイプも受注生産できるが、完成まで数ヶ月を要する。
手動／電動切り替えの機構がついているため、バッテリー切れや微妙な幅寄せが必要なときは介助者により手動での操作が可能であるが、自重がかなりあるため操作には腕力も必要であり、登坂などは一人ではかなり大変である。パワーステアリング装備型を手押しで介助する場合、操舵用モーターが直進方向に固定され幅寄せができないため、押手の部分に介助者のための操舵用スイッチを装備している。
座面がティルトするタイプがある。長時間の座位が困難なユーザーの場合、座面を後ろに傾けることにより坐骨を除圧させることがでいる。一部の機種には座面を前へ傾けることができるので移乗のしやすくなる。
背もたれがリクライニングするタイプがある。長時間の座位によって股関節屈筋の拘縮を緩和させるため、背もたれをリクライニングさせることによりが股関節を伸展させることが可能となる。
座面が昇降するタイプもある。脚部を主に使って生活動作を行う必要のあるユーザーの場合、机の高さまで座面を上げ、執筆・食事などを行なったり、起立した他者との会話時に目線を同じ高さまで上げることにより、心理的にも対等に会話ができるため有効な機能である。床やベッドの高さまで座面を昇降することが可能な機種では、全く起立ができないユーザーでも自力での乗降が可能となり、自立と言う側面からも有用であるといえる。

### 簡易型（手動切替式）
手動型に、電動モーターユニットを取り付け、電動化したもの。
標準的な電動車いす（80kg程度）に対し、軽量（おおむね40kg以下）で折りたたみ機能もあり、自動車への積載に有利だが、モーターユニットとバッテリーが邪魔になり、通常の自走式よりは折りたたみ後の幅が大きい。バッテリーが小型軽量化されたのと引き換えに標準の電動車いすと比べ航続距離が半分以下となってしまっている。近年リチウムイオンバッテリーを使い、一回の充電で40km（カタログ値）走れるものもあるが、既存のものの倍以上の価格がネックになっている。
ベースとなるフレームが手動車いすのため、衝撃に対する強度は特別にはない。
手動-電動切り替え装置により、自操も可能である。
手動切替式A
コントロールボックス上のレバー（ジョイスティック）で操作するため、電動車いすと同じ操作感覚。モーターつきの主輪に丸ごと換装するタイプと、タイヤを強制的に（モータ軸に付いたローラーをタイヤのトレッド面に接触させて）回転させる外部ユニットを取り付けるタイプがある。
手動切替式B
アシスト型とも呼ばれる。ハンドリムをこぐときだけスイッチが入る仕組みになっており、少ない筋力で手動型と同じ操作で操作が可能となる。ただし、減速や旋回を行う場合はハンドリムを止めるような操作がいるので、握力がある程度必要である。

### ハンドル型
高齢者向けに作られた、ハンドルを使って前輪を操舵する電動車いす。

### 移動ロボット
ケイプ（アイザック社製） - 後ろから乗り込むユニークな構造により、介護者と要介護者双方の負担とリスクを軽減した（移動支援と移乗支援を兼ねた）車いすロボット（介護ロボット）である。

## 非金属製
2010年12月、空港での金属探知機検査を円滑にするために、全体の95%が竹材で出来たものを開発。

## オフロード車いす
その名の通り、タイヤがオフロード仕様の車いす。基本的に電動式である。代表的に、シンプルなオフロードタイヤタイプ、キャタピラタイプ、水陸両用タイプが上げられる。

## 法令

### 道路交通法
日本の道路交通法では、車椅子は車両扱いではなく、歩行者扱いとなる。また、一定の基準を満たす電動のもの（電動車椅子）についても、同様に歩行者扱いとなる。運転免許などは不要であり、原則として歩道や路側帯を通行し、歩行者用の信号機や横断歩道などに従うこととなる。
飲酒・携帯電話を操作しての使用
前述の通り日本国内においては歩行者として扱われるため、飲酒後および携帯電話を操作しながら使用しても法令違反には問われない。
しかし、機械・乗り物であることから避けるべきであるとの見解が警察庁より示されている。

### 生活保護法
生活保護では被保護者で対象者に限り車椅子の使用に伴う増加エネルギーの補填として加算されている。

## 製造メーカー・輸入代理店
- 株式会社アイザック[31]（Aizuk） - 福島県会津若松市のサービスロボット研究開発会社。
- 株式会社アルケアコーポレーション[32] - 米国プライドモビリティー社の電動車椅子・電動カートの輸入販売。センター駆動の6輪車が特徴。
- 有限会社アローワン[33] - 世界初の座席昇降タイプ電動車椅子開発の流れを継承。
- 株式会社今仙技術研究所
- WHILL株式会社 - 24個の小さなタイヤで構成される前輪（オムニホイール）を使用した次世代電動車いすWHILL（ウィル）の製造販売を行っている。
- ウォルトネス[34] - デンマークのメーカー。生活用（手動・電動）だけでなくレース用の生産販売も行なっている。
- 株式会社オーエックスエンジニアリング（OX）
- オットーボック・ジャパン[35] - ドイツの医療福祉機器メーカー、オットーボック・ヘルスケア社の日本法人。
- 介護アイデア工房[36] - どこでも行ける車椅子「車楽 SHARAKU」の制作。
- カドクラ[37] - 株式会社エーアンドエー[38]の福祉機器ブランド名。
- カナヤママシナリー株式会社[39] - 電子機器や真空機器の会社。立位車椅子「リットン」を製作。
- カワムラサイクル
- ケアテックジャパン[40] - 車いす（電動車いす）や歩行器などの製造メーカー。
- 株式会社ケイアイ[41] - 日本製第一号を作ったとされる会社。
- 昭和貿易株式会社[42] - ヘルスケア分野として、障害者（児）対応機器（電動車椅子や、バギー）を取扱っている。
- 株式会社ティグ[43] - チタン加工の専門業者。チタン製車椅子の製造販売をしている。
- ニック株式会社[44]
- 日進医療器(NISSIN)
- 日本ウイール・チェアー株式会社[45] - 車椅子やシーティングのオーダーメイドの会社。レンタルの取扱も。
- パラマウントベッド
- パンテーラ・ジャパン株式会社[46]
- ブリヂストンサイクル
- ペルモビール - スウェーデンの電動車いす専門メーカー。
- マキテック - 名古屋における介護用品メーカー。
- 松永製作所
- 株式会社ミキ[47]
- 有限会社ムーヴ[48]（MOVE）
- Wu's Tech[49] - 台湾、台北のメーカー。

## 関連する日本産業規格
- JIS T 9201 『手動車いす』
- JIS T 9203 『電動車いす』
- JIS T 9206 『電動車いすの電磁両立性要件及び試験方法』
- JIS T 9207 『車いす用可搬形スロープ』
- JIS T 9208 『ハンドル形電動車いす』
- JIS T 9271 『福祉用具－車椅子用クッション』
- JIS T 9272 『福祉用具－車椅子用テーブル』